# Panthera gombaszoegensis
Panthera gombaszoegensis (někdy uváděn jako poddruh jaguára Panthera onca gombaszoegensis), často obecně nazývaný jaguár evropský, je vyhynulá kočkovitá šelma ze spodního až středního pleistocénu. Předpokládá se, že žil asi před 2,4-0,5 miliony lety v Africe, Evropě a Asii. Jde o jeden z nejstarších známých druhů rodu Panthera. Novější výzkumy posunují jeho výskyt na ještě starší období, zřejmě více než 2,7 milionu let, ačkoliv to nelze tvrdit s jistotou.
Fosilní pozůstatky byly poprvé objeveny v Olivole v Itálii a pod synonymním jménem Panthera toscana na dalších italských lokalitách. Později objevené exempláře pocházejí z Anglie, Německa, Španělska, Francie a Nizozemska. Vyvinul se v Africe, odkud migroval následně do Evropy a Asie. V Africe ovšem záhy vyhynul, v Eurasii vydržel podstatně déle.
Evropský jaguár byl větší než současný, americký. Délka tří zachovalých lebek dosahuje 273, 288 a 320 mm, fragmenty naznačují lebky ještě větší. To by odpovídalo hmotnosti mezi 70 a 210 kg, podle jiných odhadů 100 až 190 kg. Velikostí tedy odpovídal zhruba dnešnímu lvu resp. menším až středně velkým poddruhům tygra.
Jeho biotop mohl být celkem rozmanitý – dokázal obývat jak lesy, tak chladné glaciální stepi. Byl to predátor schopný ulovit střední a velkou kořist. Byl pravděpodobně samotářský. Mezi jeho oblíbenou kořist patřily obří ovce rodu Soergelia a různí jelenovití. S velkou pravděpodobností šlo o předka amerických jaguárů. Za jeho vymizením z Evropy, k němuž došlo před asi 300 000 lety, stojí, kromě jiných faktorů, konkurence mohutnějšího a silnějšího lva jeskynního (Panthera spelaea).